# ألفونسو جوميز-ريجون
ألفونسو جوميز-ريجون (بالإنجليزية: Alfonso Gomez-Rejon)‏ هو منتج أفلام ومخرج وممثل أمريكي، ولد في 6 نوفمبر 1972 في الولايات المتحدة.

## أعمال

### أفلام
- (1995) كازينو[13]
- (1998) لديك بريد[14]
- (2015) أنا وإيرل والفتاة المحتضرة
- (2017) حرب التيارات

## ترشيحات
- Primetime Emmy Award for Outstanding Limited or Anthology Series [الإنجليزية]‏، عن عمل: قصة رعب أمريكية (2014)
- جائزة الإيمي برايم تايم عن فئة الإخراج المتميز لمسلسل محدود أو فيلم أو مسرحية خاصة [الإنجليزية]‏، عن عمل: قصة رعب أمريكية (2014)

## وصلات خارجية
- ألفونسو جوميز-ريجون على موقع IMDb (الإنجليزية)
- ألفونسو جوميز-ريجون على موقع ألو سيني (الفرنسية)
- ألفونسو جوميز-ريجون على موقع أول موفي (الإنجليزية)
- ألفونسو جوميز-ريجون على موقع قاعدة بيانات الأفلام السويدية (السويدية)
- ألفونسو جوميز-ريجون على موقع قاعدة بيانات الفيلم (الإنجليزية)
- ألفونسو جوميز-ريجون على موقع كينوبويسك (الروسية)